# Janus (geslacht)
Janus is een geslacht van halmwespen (familie Cephidae).

## Soorten
- J. compressus (Fabricius, 1793)
- J. femoratus (Curtis, 1830)
- J. luteipes (Lepeletier, 1823)